# Урск
Урск — посёлок в Гурьевском районе Кемеровской области. Входит в состав Урского сельского поселения.

## География
Посёлок расположен в северо-западной части Гурьевского района на реке Ур, в 45 километрах от административного центра — города Гурьевск.
Центральная часть населённого пункта расположена на высоте 352 метров над уровнем моря.

## История
Основан в 1933 году как посёлок геологов и золотодобытчиков на базе вновь открытого Барит-рудника Ново-Урского месторождения.
В 1935 году Барит получил статус посёлка городского типа. Был построен первый клуб. Основана библиотека. Баритовская средняя школа. 
В 1938 году в посёлке была расположена крупная геофизическая экспедиция союзного Западно-Сибирского геофизического треста и сформирована геологоразведочная партия.
С самого основания поселка в нем действует старообрядческая община, которая относится к Русской Древлеправославной Церкви.
В 1970-х годах посёлок Барит был переименован в Урск.
В 1993 году открылся храм Христа Спасителя.
14 декабря 1994 года на базе интерната открылся детский социальный приют.
С 1999 года — сельский населённый пункт.

## Население
| 1939 | 1959  | 1970  | 1979  | 1989  | 2010  |
| ---- | ----- | ----- | ----- | ----- | ----- |
| 9292 | ↘5647 | ↘2323 | ↘2040 | ↗2069 | ↘1665 |